# Everybody Talks
"Everybody Talks" é uma canção da banda estadunidense Neon Trees, contida em seu segundo álbum de estúdio Picture Show (2012). Composta por Tyler Glenn e Tim Pagnotta, a faixa lançada como primeiro single do disco em 20 de dezembro de 2011.

## Desempenho nas tabelas musicais

### Posições
| Tabela musical (2012)               | Melhor posição |
| ----------------------------------- | -------------- |
| Canadá - Canadian Hot 100           | 35             |
| Estados Unidos - Billboard Hot 100  | 6              |
| Estados Unidos - Pop Songs          | 3              |
| Estados Unidos - Rock Songs         | 11             |
| Estados Unidos - Alternative Songs  | 7              |
| Estados Unidos - Adult Pop Songs    | 1              |
| Estados Unidos - Adult Contemporary | 13             |

### Tabelas de fim-de-ano
| Tabela musical (2012)              | Posição |
| ---------------------------------- | ------- |
| Estados Unidos - Billboard Hot 100 | 22      |

### Certificações
| País                  | Certificação |
| --------------------- | ------------ |
| Estados Unidos - RIAA | 2× Platina   |